# 円浄寺
円浄寺（えんじょうじ）は、富山県南砺市（平村）上梨地区にある真宗大谷派の寺院である。
境内の鐘楼堂は江戸時代の寺院建築様式をよく伝えるものとして、市の文化財「圓淨寺鐘楼堂」に指定されている。

## 概要
室町時代の後半、文明年間に本願寺8代蓮如が越前国吉崎御坊に滞在したことにより、北陸地方で真宗門徒が急増し、五ヶ山地方にも本格的に真宗が広まりつつあった。最初に五箇山地方に教線を伸ばしたのは越前国の和田本覚寺で、上梨も含め五箇山西部のほとんどの寺院は本覚寺下の道場として始まっている。
円浄寺の寺伝によると、室町時代の末期に赤尾の道宗と親交のあった上梨五郎右衛門という者がいた。ある時上梨五郎右衛門は道宗の仲介を得て、本願寺8代蓮如上人より阿弥陀如来の尊像と六字名号・十字名号を下付された。そこで上梨五郎右衛門は草庵を建てて尊像・名号を安置し、これが上梨念仏道場の起原となった、と伝える。これに対応するように、天文21年（1552年）10月27日付五箇山十日講起請文には「上なしの五郎衛門尉」なる人物の書名があり、後世の注釈ではこの五郎衛門尉が円浄寺の先祖であると記されている。
その後、江戸時代中には阿弥陀如来木像及び親鸞聖人影像（天明7年下付）、乗如上人影像・太子影像・七高僧影像（文化8年下付）を東本願寺より受け取り、近世的寺院としての設備を整えた。これにより、文政8年（1825年）4月4日付で寺号免許を受け、「本覚寺下上梨村道場円浄寺」と称するようになったが、実態としてはなお本覚寺下の道場であった。
昭和24年4月には正式な許可を受けて、以後上梨円浄寺と称した。道場の棟札には「安永九年（1780年）十月九日道場再興棟梁大窪儀兵衛」とあり、更に弘化3年（1846年）に改築されたとの記録がある。その後、昭和42年（1967年）にコンクリート造りの近代建築に建て替えられ、現在に至っている。

## 円浄寺鐘楼堂

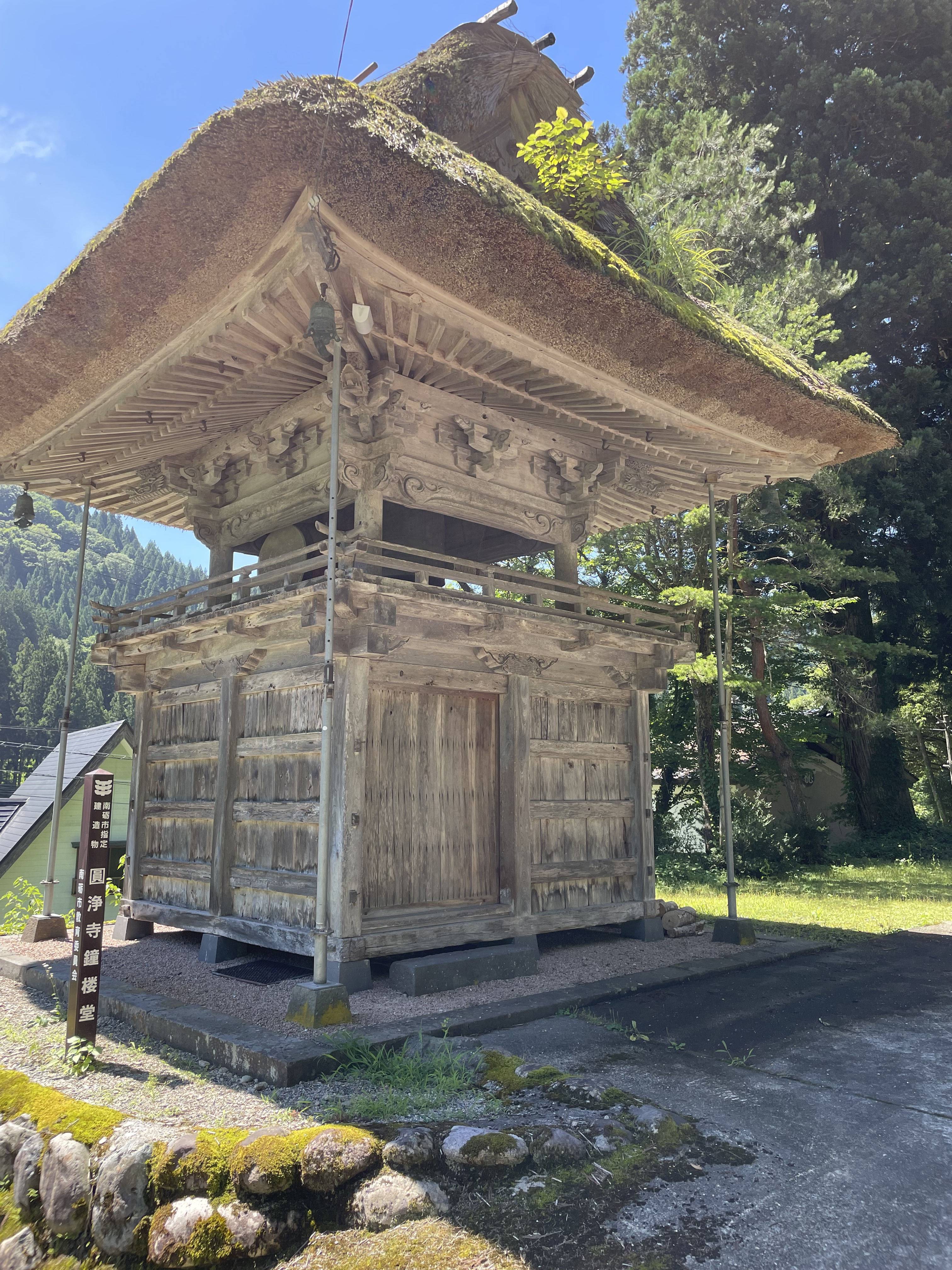
富山県南砺市上梨の円浄寺鐘楼堂。

上梨円浄寺の本堂は昭和42年（1967年）にコンクリート造りの近代建築に建て替えられたが、鐘楼堂は弘化3年（1846年）に建てられた昔ながらの茅葺建造物が残っている。この鐘楼堂は氷見郡大窪村大工の高木清五郎の手によるもので、形状・構造ともに江戸時代の寺院建築様式一流の基本をふまえた貴重な建造物である。
平成元年6月10日に平村の文化財に指定され、南砺市への合併後も有形文化財・建造物として市の指定文化財とされている。

## 五箇山の本覚寺下道場
上述したように円浄寺は越前国和田本覚寺下の道場として始まった寺院であり、周辺の赤尾谷・上梨谷のほとんどの寺院も元は本覚寺下道場であった。戦国時代に本覚寺下道場であった道場は、本願寺の東西分派時に東方の小松本覚寺と、西方の鳥羽野万法寺にそれぞれ別れ、これが現代まで引き継がれている。
| 戦国時代             | 戦国時代 | 江戸時代               | 江戸時代   | 近現代                 | 近現代         |
| -------------------- | -------- | ---------------------- | ---------- | ---------------------- | -------------- |
| 越前国 和田 本覚寺下 | 小原道場 | 越前国 鳥羽野 万法寺下 | 小原道場   | 福井県 鯖江市 万法寺下 | 小原道場       |
| 越前国 和田 本覚寺下 | 細島道場 | 越前国 鳥羽野 万法寺下 | 細島道場   | 福井県 鯖江市 万法寺下 | 細島道場       |
| 越前国 和田 本覚寺下 | 相倉道場 | 越前国 鳥羽野 万法寺下 | 相倉道場   | 福井県 鯖江市 万法寺下 | 相倉道場       |
| 越前国 和田 本覚寺下 | 漆谷道場 | 越前国 鳥羽野 万法寺下 | 漆谷道場   | 福井県 鯖江市 万法寺下 | 漆谷道場       |
| 越前国 和田 本覚寺下 | 中畑道場 | 加賀国 小松 本覚寺下   | 中畑道場   | 中畑本教寺             | 中畑本教寺     |
| 越前国 和田 本覚寺下 | 中畑道場 | 加賀国 小松 本覚寺下   | 見座道場   | 見座見覚寺             | 見座見覚寺     |
| 越前国 和田 本覚寺下 | 上梨道場 | 加賀国 小松 本覚寺下   | 上梨道場   | 上梨円浄寺             | 上梨円浄寺     |
| 越前国 和田 本覚寺下 | 皆葎道場 | 加賀国 小松 本覚寺下   | 皆葎道場   | 皆葎皆蓮寺             | 皆葎皆蓮寺     |
| 越前国 和田 本覚寺下 | 楮村道場 | 加賀国 小松 本覚寺下   | 楮村道場   | 楮村聖光寺             | 楮村聖光寺     |
| 越前国 和田 本覚寺下 | 新屋道場 | 加賀国 小松 本覚寺下   | 新屋道場   | 新屋道善寺             | 新屋道善寺     |
| 越前国 和田 本覚寺下 | 新屋道場 | 加賀国 小松 本覚寺下   | 上中田道場 | 上中田念仏道場         | 上中田念仏道場 |
| 越前国 和田 本覚寺下 | 赤尾道場 | 赤尾行徳寺             | 赤尾行徳寺 | 赤尾行徳寺             | 赤尾行徳寺     |
| 越前国 和田 本覚寺下 | 下嶋道場 | 赤尾行徳寺下           | 下嶋道場   | 赤尾行徳寺下           | 下嶋道場       |

## 近隣情報
- 上梨白山宮
- こきりこ館
- 三笑楽酒造株式会社
- 村上家住宅

いずれも同じ上梨集落内にあり、徒歩数分で行き来できる。